# 1044 هـ
1044 هـ هي سنة في التقويم الهجري امتدت مقابلةً في التقويم الميلادي بين سنتي 1634 و1635.

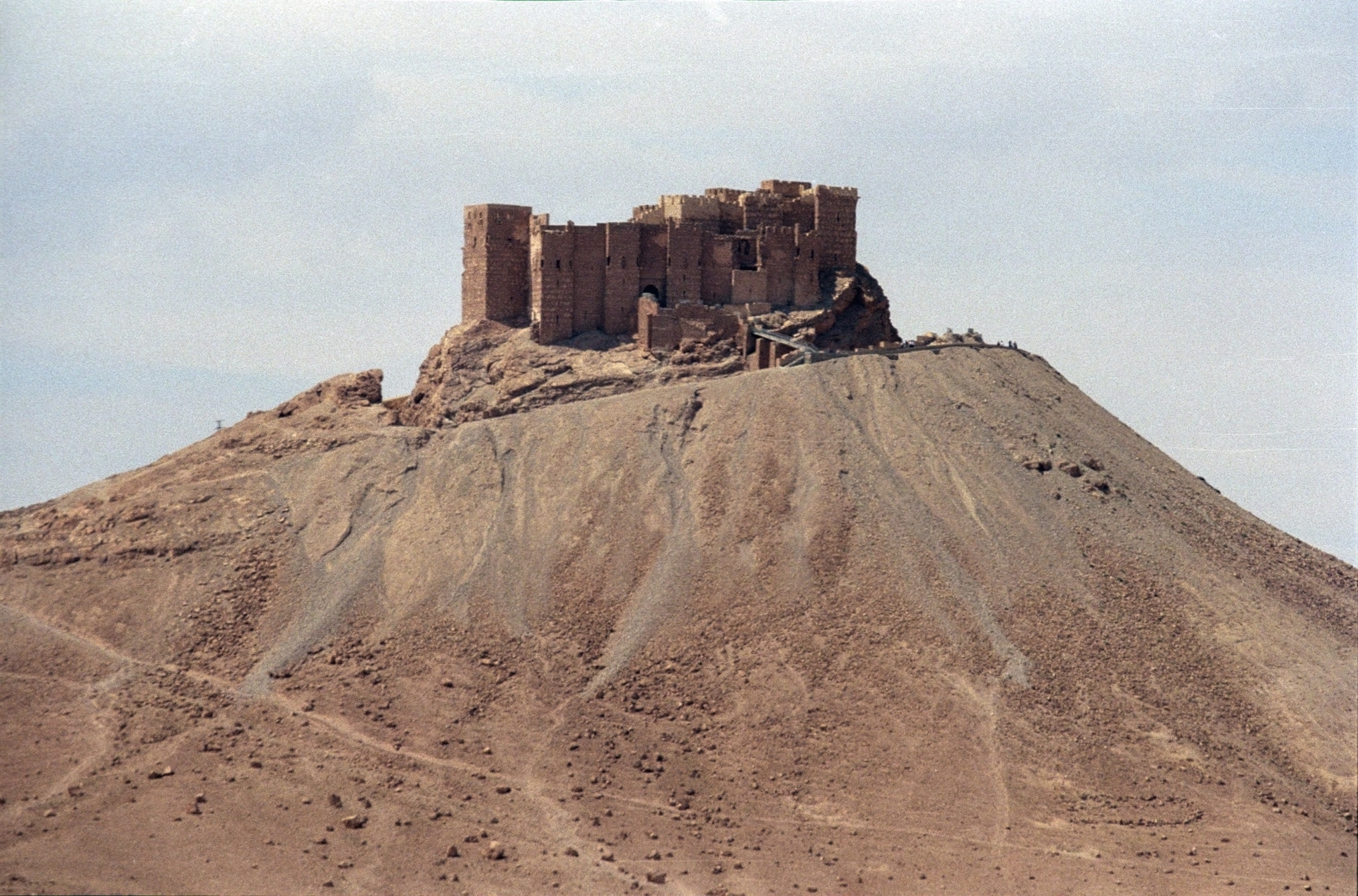
قلعة المعنيين

## مواليد
- أحمد البياضي
- عبد الله بن علوي الحداد

## وفيات
- فخر الدين المعني الثاني
- نفعي (شاعر)